# Joseph V. Quarles

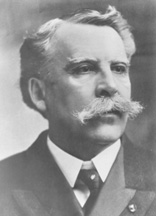
Joseph V. Quarles

Joseph Very Quarles Jr. (* 16. Dezember 1843 in Southport, Wisconsin; † 7. Oktober 1911 in Milwaukee, Wisconsin) war ein US-amerikanischer Jurist und Politiker (Republikanische Partei), der den Bundesstaat Wisconsin im US-Senat vertrat.
Joseph Quarles wurde 1843 in der Stadt Southport geboren, die sieben Jahre später ihren heutigen Namen Kenosha erhielt. Nach dem Schulbesuch begann er ein Studium an der University of Michigan in Ann Arbor, das er jedoch unterbrach, um während des Sezessionskrieges als Soldat in der Unionsarmee zu dienen. Er gehörte dem 39. Freiwilligenregiment aus Wisconsin an und schied im Rang eines First Lieutenant aus dem Dienst aus. Danach nahm er sein Studium wieder auf und machte 1866 seinen Abschluss. Im folgenden Jahr bestand er das juristische Examen an der Law School der University of Michigan. Daraufhin wurde er 1868 in die Anwaltskammer aufgenommen und begann in Kenosha zu praktizieren; im selben Jahr heiratete er Carrie Saunders, mit der er drei Söhne hatte.
Von 1870 bis 1876 bekleidete Quarles sein erstes öffentliches Amt als Bezirksstaatsanwalt im Kenosha County. 1876 wurde er dann Bürgermeister seiner Heimatstadt, ehe er sich für die Staatspolitik zu interessieren begann. Zunächst absolvierte er 1879 eine Amtsperiode in der Wisconsin State Assembly, ehe er von 1880 bis 1882 dem Senat von Wisconsin angehörte. Danach zog er zunächst nach Racine, ehe er sich 1888 in Milwaukee niederließ.
Schließlich wurde Quarles in den US-Senat in Washington, D.C. gewählt, wo er am 4. März 1899 die Nachfolge des nicht mehr kandidierenden Demokraten John L. Mitchell antrat. Er verbrachte eine Legislaturperiode im Kongress, aus dem er am 3. März 1905 wieder ausschied; um die Wiederwahl bewarb er sich nicht. Bereits wenige Tage vor dem Ende seiner Amtszeit war er von US-Präsident Theodore Roosevelt als Nachfolger des zum Bundesberufungsgericht gewechselten William Henry Seaman zum Richter am Bundesbezirksgericht für den östlichen Distrikt von Wisconsin ernannt worden. Die Bestätigung durch den Senat folgte drei Tage nach seinem Ausscheiden aus der Kammer. Quarles verblieb bis zu seinem Tod im Oktober 1911 auf diesem Richterposten.